# أنجيلا بلات
أنجيلا بلات (بالإنجليزية: Angela Platt) (29 مايو 1979 - ) هي لاعبة كرة قدم بريطانية في مركز حراسة المرمى.

## وصلات خارجية
- أنجيلا بلات على موقع الاتحاد الأوربي (الإنجليزية)